# 반효진
반효진(潘孝珍, 2007년 9월 20일~)은 대한민국의 사격 선수로 주 종목은 공기소총이다. 2024년 하계 올림픽 여자 10 m 공기소총에서 금메달을 획득했다.

## 경력
대구 동원중학교 2학년 때인 2021년 학교 사격부 소속 친구 전보빈의 권유로 사격을 시작했다. 처음에는 권유를 거절했지만 친구가 사격부 감독 앞에서 자신이 사격하고 싶다고 거짓말을 한 것이 사격에 입문한 계기가 되었다.
중학교 졸업 후 대구체육고등학교로 진학했으며 2023년 대한민국 유소년 국가대표로 발탁되었다. 그 해 10월 창원에서 열린 2023년 아시아 선수권 대회 유소년부에 참가했으며 이준환과 함께 10 m 공기소총 혼성전에서 은메달을 획득했다. 그녀는 10 m 공기소총 개인전에서는 5위에 올랐다.
2024년에는 대한민국 국가대표로 발탁되었으며 그 해 1월 인도네시아 자카르타에서 열린 2024년 아시아 공기총 선수권 대회에 참가했다. 반효진은 이 대회 10 m 공기소총 종목에서 630.9점의 기록으로 12위에 올랐다. 같은 해 6월 독일 뮌헨에서 열린 월드컵에서 여자 공기소총 10 m 종목에 참가하여 중국의 황위팅의 뒤를 이어 은메달을 획득했다.
반효진은 2024년 7월 28일 2024년 하계 올림픽 사격 여자 10m 공기소총 본선에서 60발을 쏴 634.5점을 기록하며 올림픽 신기록을 달성했고 전체 1위로 본선을 통과했다. 그녀는 다음날인 7월 29일 10m 공기소총 결선에서 중화인민공화국의 황위팅을 제치고 사격 금메달을 획득하며 대한민국 하계올림픽 대표팀 통산 100번째 금메달을 획득한 선수가 되었고 만 16세 10개월 18일로 메달을 획득하며 강초현을 제치고 메달을 획득한 역대 최연소 대한민국 사격 대표 선수가 되었다.